# Élections législatives de 1820 dans la Mayenne
Les élections législatives françaises de 1820 se déroulent les 13 et 14 novembre 1820. Dans la Mayenne, deux députés sont à élire dans le cadre d'un scrutin plurinominal majoritaire.

## Mode de scrutin
Le département dispose de cinq représentants pour la Chambre des députés des départements, d'après la loi du double vote du 29 juin 1820, dont trois sont élus par des collèges d'arrondissement et deux sont élus par un grand collège rassemblant le quart le plus riche des électeurs. Seuls ces derniers sont concernés par l'élection législative de 1820.

## Élus

### Elus par le collège départemental (concernés par le renouvellement de 1820)
| Député sortant |  | Parti | Député élu ou réélu          |  | Parti            |
| -------------- |  | ----- | ---------------------------- |  | ---------------- |
|                |  |       | François Leclerc de Beaulieu |  | Ultra-royalistes |
|                |  |       | Claude-René de Berset        |  | Ultra-royalistes |

### Elus en 1819 (non concernés par le renouvellement de 1820)
| Député                    |  | Parti            |
| ------------------------- |  | ---------------- |
| Constant Paillard-Ducléré |  | Constitutionnels |
| Prosper Delauney          |  | Constitutionnels |
| François-Jean Lepescheux  |  | Constitutionnels |

## Résultats
| Candidat       | Candidat                     | Parti            | Premier tour | Premier tour | Second tour | Second tour | Troisième tour | Troisième tour |
| Candidat       | Candidat                     | Parti            | Voix         | %            | Voix        | %           | Voix           | %              |
| -------------- | ---------------------------- | ---------------- | ------------ | ------------ | ----------- | ----------- | -------------- | -------------- |
|                | François Leclerc de Beaulieu | Ultra-royalistes | 172          |              |             |             |                |                |
|                | Claude-René de Berset        | Ultra-royalistes |              |              |             |             |                |                |
|                |                              |                  |              |              |             |             |                |                |
| Exprimés       |                              |                  |              |              |             |             |                |                |
| Blancs et nuls |                              |                  |              |              |             |             |                |                |
| Total          | Total                        | Total            | 276          |              |             |             |                |                |
| Abstention     |                              |                  |              |              |             |             |                |                |
| Inscrits       | Inscrits                     | Inscrits         | 303          |              |             |             |                |                |

## Sources
- Adolphe Robert et Gaston Cougny, Dictionnaire des parlementaires français, Edgar Bourloton, 1889-1891